# Jacques Francini
Pour les articles homonymes, voir Francini.
Jacques Francini, né le 11 juin 1926 à Marseille et mort le 5 mars 2012 à Vannes, est un ténor et clown français.

## Biographie
Originaire du Sud de la France, Jacques Francini — de son vrai nom Jacques Massonnat — commence une carrière de chanteur de classique en tant que ténor, il est récompensé en 1946, par le 1er prix du Conservatoire d'Aix-en-Provence,.
Au début des années 1950, il arrive sur Paris pour devenir comédien, et fait ses débuts à la télévision dans des programmes animés par Jean Nohain.
Jacques Massonnat rencontre Michel Marillier (1921-2014) avec lequel il forme le duo de clowns « Les Francini » qui se produit notamment au Cirque d'Hiver. Devenu Jacques Francini, il représente l'auguste dans le duo.
À partir de 1954 avec son complice, le clown blanc Alex — de son nom de naissance Alex Bugny de Brailly (1897-1983), il participe à La Piste aux étoiles, l'une des émissions pionnières du divertissement en France, également l'une des plus suivies. Au fil des années, son duo « Alex et Francini » devient extrêmement populaire grâce à ses spectacles de cirque ou ses canulars envers de nombreuses personnalités.
À la fin de  La Piste aux étoiles en 1978, il part vivre à Peillac, petite commune de Bretagne tout en continuant à se produire sur scène. Il ouvre également une école de clowns qui gagne notamment, un prix au festival international du cirque de Monte-Carlo, Jacques Francini y enseigne l'art clownesque auprès d'enfants et d'adultes.
En 2010, il joue aux côtés de Fiona Gélin dans la pièce intitulée Parfum d’Automne de Sandrine Le Mével Hussenet, au théâtre Montmartre Galabru, puis entame une tournée à travers la France.
Il meurt le 5 mars 2012 à l'âge de 85 ans, d'une maladie infectieuse au centre hospitalier de Vannes.